# Río Primero (plaats)
Río Primero is een plaats in het Argentijnse bestuurlijke gebied Río Primero in de provincie Córdoba. De plaats telt 6.259 inwoners.